# 東海大学医療技術短期大学
東海大学医療技術短期大学（とうかいだいがく いりょうぎじゅつ たんきだいがく、英語: Tokai University Junior College of Nursing and Medical Technology）は、神奈川県平塚市北金目4-1-2に本部を置いていた日本の私立短期大学である。1974年に設置され、2022年に廃止された。

## 概観

### 大学全体
- 神奈川県平塚市に所在した日本の私立短期大学で、設置主体は学校法人東海大学[1]。
- 1974年に開学。看護系の学科を2つおいていたが[2]、2004年度入学生より1学科体制となる。東海大学湘南キャンパスに併設されていた。
- 2019年度の入学生を最後に[注釈 2]、2022年に短期大学としての使命を終える[6]。

### 建学の精神（校訓・理念・学是）
- 若き日に汝の思想を培え
- 若き日に汝の体躯を養え
- 若き日に汝の智能を磨け
- 若き日に汝の希望を星につなげ

### 教育および研究
- 開学当初より看護師養成に尽力し、臨床実習は東海大学系列の病院で行っていた。一般教育科目に「現代文明論」があった。

### 学風および特色
- 国際的な視野で看護を学ぶためにデンマーク看護研修、ハワイ語学研修、海外研修航海などを行っていた[7]。

## 沿革
- 1974年
  - 1月10日 左記を以て文部省[注 2]より短期大学の設置が認可される[注 3]。
  - 4月1日 東海大学医療技術短期大学が以下の学科体制にて開学[9]。
    - 第一看護学科 [注釈 3]
    - 第二看護学科[注釈 3]
- 1975年
  - 5月1日 学生数[11]/定員
    - 第一看護学科 82[注釈 4]/100
    - 第二看護学科 76[注釈 5]/100
- 1976年
  - 4月1日 以下、学科の入学定員を増員する[注 4]。
    - 第一看護学科 50→80
    - 第二看護学科 50→80

  - 5月1日 学生数[15]/定員
    - 第一看護学科 149[注釈 4]/180
    - 第二看護学科 126[注釈 5]/130
- 1977年
  - 5月1日 学生数[16]/定員
    - 第一看護学科 204[注釈 4]/210
    - 第二看護学科 155[注釈 5]/160
- 1978年
  - 5月1日 学生数[17]/定員
    - 第一看護学科 224[注釈 6]/240
    - 第二看護学科 169[注釈 5]/160
- 1982年
  - 4月1日 第二看護学科に史上初、男子学生が入学する。
  - 5月1日 学生数[18]/定員
    - 第一看護学科 313[注 5]/240
    - 第二看護学科 89[注釈 6]/160
- 1983年
  - 4月1日 以下、学科の入学定員を減員する[注 6]。
    - 第一看護学科 80→100
    - 第二看護学科 80→50

  - 5月1日 学生数[24]/定員
    - 第一看護学科 314[注 7]/260
    - 第二看護学科 89[注釈 6]/130
- 1984年
  - 5月1日 学生数[25]/定員
    - 第一看護学科 326[注釈 7]/280
    - 第二看護学科 107[注釈 4]/100
- 1985年
  - 5月1日 学生数[26]/定員
    - 第一看護学科 321[注 8]/300
    - 第二看護学科 106[注釈 6]//100
- 1986年
  - 5月1日 学生数[27]/定員
    - 第一看護学科 359[注釈 7]/300
    - 第二看護学科 119[注釈 8]/100
- 1987年
  - 5月1日 学生数[28]/定員
    - 第一看護学科 336[注 9]/300
    - 第二看護学科 114[注釈 4]/100
- 1992年
  - 5月1日 学生数[注 10]/定員
    - 第一看護学科 330[注 11]/300
    - 第二看護学科 96[注釈 5]/100
- 1996年
  - 4月1日 第一看護学科の入学定員を100→70に減員[31]。
  - 5月1日 学生数[32]/定員
    - 第一看護学科 297[注釈 7]/270
    - 第二看護学科 103[注釈 5]/100
- 1997年
  - 5月1日 学生数[33]/定員
    - 第一看護学科 266[注 12]/240
    - 第二看護学科 103[注釈 5]/100
- 1998年
  - 5月1日 学生数[34]/定員
    - 第一看護学科 248[注 13]/210
    - 第二看護学科 103[注釈 8]/100
- 1999年
  - 5月1日 学生数[35]/定員
    - 第一看護学科 243[注釈 7]/210
    - 第二看護学科 101[注 14]/100
- 2003年
  - 4月1日 以下の学科については、この年度で学生募集を最終とする[注 15]。
    - 第二看護学科[注 16]
- 2004年
  - 4月1日 第一看護学科を看護学科に改称し、入学定員を70→80に増員[注 17]。
- 2019年
  - 4月1日 この年度で短期大学としての学生募集を最終とする[注釈 2]。
- 2022年
  - 6月22日 左記をもって正式に廃止となる[6]

## 基礎データ

### 所在地
- 神奈川県平塚市北金目4-1-2[注釈 1]

### 交通アクセス
- JR東海道本線平塚駅からバスで30分程度、小田急小田原線東海大学前駅から徒歩で25分程度となっていた。

### 象徴
- 校章は東海大学のものと同じであった[注 18]

## 教育および研究

### 組織

#### 学科
- 看護学科 入学定員80名[注 19]

##### 過去にあった学科
- 第一看護学科→看護学科
- 第二看護学科 入学定員50名[注 20]
  - 准看護師資格を有する者を対象とした学科で修業年限は昼間部2年制であった。

##### 取得資格について
- 看護師国家試験の受験資格が得られた[注 21]。

#### 附属機関
- 東海大学医療技術短期大学図書館
- 総合看護研究施設

#### 研究
- 『東海大学医療技術短期大学総合看護研究施設論文集』[46]
- 『東海大学医療技術短期大学教育研究年報』[47]

## 学生生活

### 部活動・クラブ活動・サークル活動
- アカペラサークルLink、ボランティア同好会、バレーボール同好会、空手同好会などがあった。

### 学園祭
- 「飛鴎祭」と呼ばれ毎年11月に行われていた。

## 大学関係者と組織

### 大学関係者組織
同窓会がある。
- 青木美沙子
- 関根りさ

## 施設

### キャンパス
- 道路を隔てて東海大学湘南キャンパスに隣接されており、図書館や学生食堂など湘南キャンパスの諸施設を活用できていた。短大の校舎には実習室や看護学系図書館があった。

## 対外関係

### 系列校
- 東海大学
- 東海大学短期大学部
- 東海大学福岡短期大学

## 卒業後の進路について

### 就職
- 東海大学医学部付属病院をはじめ医療機関への就職者が大半となっていた。

### 編入学・進学実績
- 東海大学健康科学部看護学科への編入学制度があり、ほぼ毎年そこへの編入者がみられた。